# Jim Drake
Jim Drake, geboren als James Robert Drake (* 8. Januar 1929 in Los Angeles; † 19. Juni 2012 in Pfafftown, North Carolina), war ein amerikanischer Ingenieur, der maßgeblich an der Entwicklung des Windsurfens beteiligt war. Er trug dazu bei, dass diese Sportart zunehmend an Popularität gewann und einem breiten Publikum zugänglich wurde.

## Leben
Drake war der einzige Sohn von Harrison und Doris Drake. Er absolvierte ein Studium an der Stanford University, das er 1951 mit einem Bachelorgrad in Maschinenbau abschloss. 1955 heiratete er Mary Robertson. Er war als Ingenieur und Konstrukteur beispielsweise an der Entwicklung des Raketenflugzeugs X-15 oder der Cruise Missile vom Typ Tomahawk beteiligt. Drake arbeitete für namhafte Unternehmen wie die North American Aviation und die RAND Corporation sowie das US-Verteidigungsministerium. Drake heiratete im Jahr 2000 seine zweite Ehefrau Phyllis. Er hinterließ bei seinem Tod zwei Töchter und vier Söhne sowie 15 Enkelkinder.

## Windsurferpatent

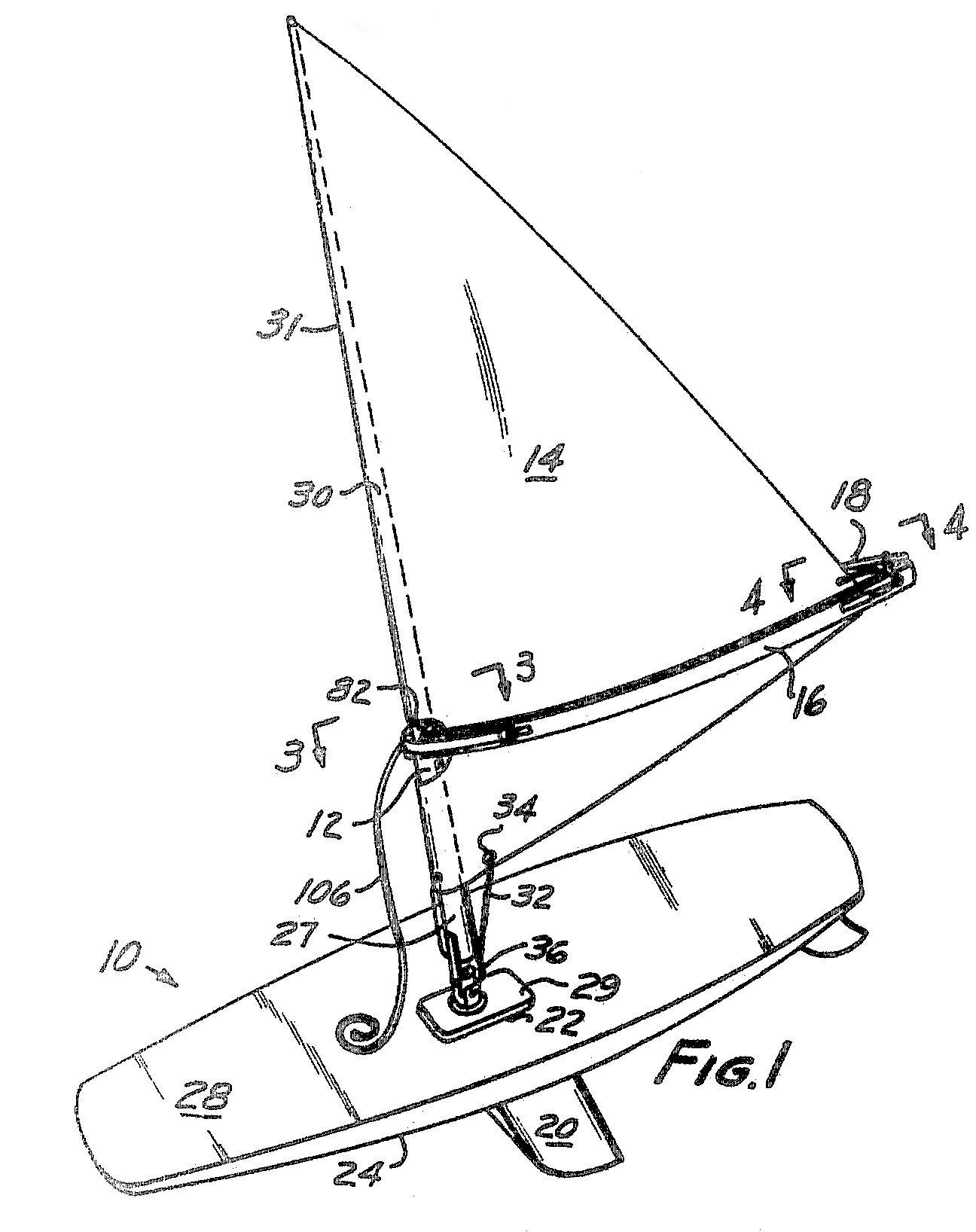
Illustration des Patents von Jim Drake und Hoyle Schweitzer (1968)

Seine Freizeit nutzte Drake zum Segeln und Wasserskifahren. Das Windsurfen als Sport wurde durch Peter Chilvers und Newman Darby erfunden. Die heutige Popularität dieser Sportart ist jedoch den Erfindungen von Jim Drake und seinem damaligen Freund Hoyle Schweitzer zu verdanken. Gemeinsam meldeten sie 1968 ein Patent auf eine Neuentwicklung des Gabelbaums als Paar gekrümmter Bäume, welche querab zur Spiere verlaufen und zwischen sich das Segel halten. Schweitzer begann, diese Idee zu vermarkten, und trug mit seinem unternehmerischen Denken zum Erfolg der Erfindung bei. Später drängte er Jim Drake dazu, ihm das Patent zu überlassen, und zahlte ihm dafür 36.000 US-Dollar. Die Freundschaft zu Schweitzer, der anschließend das erfolgreiche Unternehmen „Windsurfing international“ gründete, zerbrach.